# Svensk Elektrobil

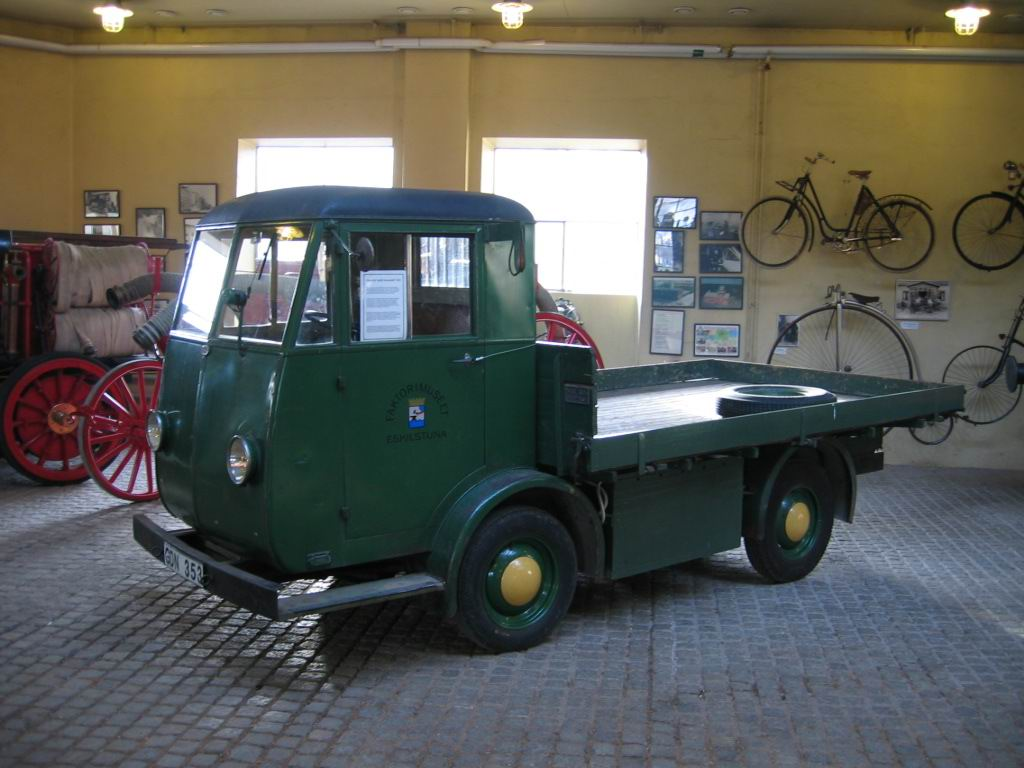
SEA lastbil från 1943

Svensk Elektrobil AB (Sea) var ett svenskt företag, grundat av Asea, som tillverkade elfordon.
Tillverkning pågick från 1925 fram till slutet av 1940-talet då konkurrensen från bensindrivna fordon blev för stor.